# RemaxAsia Expo
 (septembre 2013).
 (septembre 2022).
Le RemaxAsia Expo est un salon annuel de l’industrie de l'impression par ordinateur présenté par le China Council for the Promotion of International Trade (CCPIT) Zhuhai et Recycling Times Media Corporation. Depuis sa création en 2007, il est organisé chaque année au Centre D’Exposition Internationale d’Aviation & Aérospatial de Chine à l'Aéroport de Zhuhai-Jinwan, à Zhuhai, le plus grand centre de fabrication de fournitures d’imprimante.

## Les produits exposés
Rubans, cartouches d'encre, cartouches de toner, les composants comprennent encres, toners, chips, tambours Photoconducteurs Optiques (OPC), rouleaux magnétiques, racloirs, des équipements de production et de test; papiers jet d'encre, papiers copie, papier transfert thermique et autres papiers spéciaux ; pièces, composants et services d’imprimante et copieur, tels que technologie, information, logiciels, systèmes informatiques, formation, et les médias liés à l’industrie de consommables d'impression.

## éditions
| Année | Date            | Visiteurs | Exposants |
| ----- | --------------- | --------- | --------- |
| 2007  | 28-30 juin      | 3 533     | 113       |
| 2008  | 19-21 juin      | 5 000     | 180       |
| 2009  | 14-16 octobre   | 7 238     | 292       |
| 2010  | 26-28 septembre | 8 626     | 360       |
| 2011  | 13-15 octobre   | 9 893     | 422       |
| 2012  | 24-26 septembre | 9 035     | 425       |